# 須淵町
須淵町（すぶちちょう）は、愛知県岡崎市大平地区の町名である。丁番を持たない単独町名であり、21の小字が設置されている。
須渕町と表記されることもあるが、これは誤りである。

## 地理
岡崎市の地理的中央部に位置する。町内には乙川、大高味川が流れている。住宅地・水田が河川沿岸に形成されている。その他は森林である。

### 小字
| - 字大神田（おおかんだ） - 字角両（かくりょう） - 字鹿草（かぐさ） - 字鹿草前（かぐさまえ） - 字金宮（かなみや） - 字上切（かみきり） - 字木ノ田（きのだ） | - 字京田（きょうでん） - 字小神田（こかんだ） - 字小屋平（こやだいら） - 字才明（さいみょう） - 字地神（じがみ） - 字杉ノ入（すぎのいり） - 字寺地（てらじ） | - 字藤源田（とうげんだ） - 字中坂（なかさか） - 字馬道（まみち） - 字水戸野（みとの） - 字向田（むかいだ） - 字森越（もりこし） - 字屋名平（やなだいら） |

## 世帯数と人口
2019年（令和元年）5月1日現在の世帯数と人口は以下の通りである。
| 町丁   | 世帯数 | 人口  |
| ------ | ------ | ----- |
| 須淵町 | 49世帯 | 110人 |

### 人口の変遷
国勢調査による人口の推移
| 1995年（平成7年）  | 156人 | [ 5 ] |  |
| 2000年（平成12年） | 140人 | [ 6 ] |  |
| 2005年（平成17年） | 137人 | [ 7 ] |  |
| 2010年（平成22年） | 120人 | [ 8 ] |  |
| 2015年（平成27年） | 117人 | [ 9 ] |  |

## 歴史
額田郡須淵村を前身とする。
1889年10月1日に新設合併で茅原沢村、岩戸村、古部村、才熊村、秦梨村、須淵村、生平村、切越村、蓬生村で合併し、河合村となった。
1955年2月1日に岩津町、福岡町、本宿村、山中村、藤川村、竜谷村、河合村、常磐村の残部が岡崎市に編入された。

## 交通
- 愛知県道35号岡崎設楽線（作手街道）
- 愛知県道335号南大須鴨田線

## 施設
- 岡崎市少年自然の家
- キョウセイ交通大学
- 素戔嗚神社

## その他

### 日本郵便
- 郵便番号 : 444-3341[3]（集配局：岡崎郵便局[10]）。

## 参考資料
- 「角川日本地名大辞典」編纂委員会 編『角川日本地名大辞典 23 愛知県』角川書店、1989年3月8日。ISBN 4-04-001230-5。
- 有限会社平凡社地方資料センター 編『日本歴史地名体系第23巻 愛知県の地名』平凡社、1981年。ISBN 4-582-49023-9。